# Knismesi i gargalesi
Knismesi i gargalesi són els termes científics, encunyats el 1897 pels psicòlegs G. Stanley Hall i Arthur Allin, utilitzats per descriure els dos tipus de pessigolles. La knismesi fa referència al tipus de pessigolleig lleuger i semblant a una ploma. Aquest tipus de pessigolles generalment no indueix el riure i sovint s'acompanya d'una sensació de picor lleugera. La gargalesi fa referència a pessigolles més dures i que indueixen el riure. També implica l'aplicació repetida d'alta pressió a zones sensibles.
Tot i que els dos termes s'utilitzen en articles acadèmics, no apareixen en molts diccionaris i rarament es declara el seu origen. El terme knismesi prové del grec antic κνισμός (knismós) que significa 'pruïja'. El terme gargalesis prové del grec antic γαργαλίζω (gargalízō) que significa 'fer pessigolles'. El sufix -esis s'utilitza per formar substantius d'acció o procés.

## Knismesi
El fenomen de knismesi requereix nivells baixos d'estimulació a les parts sensibles del cos, i pot ser desencadenat per un toc luger o per un corrent elèctric lleuger. A la vegada, la knismesi també es pot desencadenar per insectes o paràsits que s'arrosseguen, provocant rascades o fregaments al punt amb pessigolles, eliminant així la plaga. Pot ben ser que aquesta funció expliqui per què la knismesi produeix una resposta similar en molts tipus diferents d'animals. En un exemple famós fou descrit al llibre Shark! de Peter Benchley, que deia que és possible fer pessigolles a la zona just sota el musell d'un gran tauró blanc, posant-lo en un trànsit gairebé hipnòtic.

## Gargalesi
El tipus de pessigolles gargalesis funciona en primats (que inclouen humans) i possiblement en altres espècies. Per exemple, les vocalitzacions d'ultrasons descrites com a "xip", que influeixen en el comportament social i fins i tot tenen efectes terapèutics, es reporten en rates en resposta a les pessigolles humanes. Tanmateix, les rates femelles adultes poden trobar la sensació de pessigolleig adversa. Com que els nervis implicats en la transmissió del tacte "lleuger" i la picor difereixen d'aquells nervis que transmeten el tacte, la pressió i la vibració "pesats", és possible que la diferència de sensacions produïdes pels dos tipus de pessigolles sigui deguda a la proporció relativa de picor. sensació versus sensació tàctil. Tot i que és possible desencadenar una resposta de knismesi en un mateix, normalment és impossible produir gargalestèsia, la resposta de pessigolles de gargalesi, en un mateix. La hipergargalestèsia és la condició d'extrema sensibilitat a les pessigolles.